# Garrick Ohlsson
Garrick Ohlsson (* 3. dubna 1948 New York) je americký koncertní pianista. Byl prvním Američanem, který zvítězil v Chopinově mezinárodní klavírní soutěži (1970), a získal i řadu dalších vítězství na soutěžích a ocenění. Českému publiku se představil poprvé roku 1973, kdy na festivalu Pražské jaro zastoupil nemocného Rudolfa Serkina a úspěšně vystupoval čtyři večery po sobě. K české hudbě má trvalý vztah a za šíření dobrého jména české kultury Ohlsson obdržel medaili Artis Bohemiae Amicis.